# George Asakura
George Asakura (ジョージ朝倉 Jōji Asakura?, 11 de mayo de 1974) es una mangaka japonesa. Tomó su seudónimo de uno de los personajes principales de Gatchaman e hizo su debut en 1995 con Punky Cake Junkie, que se publicó en la revista Bessatsu Friend DX Juliet. Es conocida por Koibumi Biyori, por la que recibió el Kodansha Manga Award en 2005 por manga shōjo, y Knock Your Heart Out!. Koibumi Biyori fue adaptado como una película de acción en vivo y ha sido licenciado en inglés por Del Rey Manga.

## Trayectoria profesional
Conocida por su estilo único y vanguardista y su narrativa, George Asakura cruza entre lo cotidiano y lo fantástico, lo hilarante y agridulce. Sus trabajos anteriores incluyen Shōnen Shōjo Romance, Bara Ga Saita, Suimitsuto No Yoru, Happy End (publicado por Kōdansha), Heart wo Uchinomese, Piece of Cake, Karaoke Baka Ichidai (publicado por Shodensha) y Heibon Punch (publicado por Shōgakukan). Sus series actuales son Oboreru Knife ("The Drowning Knife", publicado por Kōdansha), TEKE TEKE ★ RENDEZ-VOUS (publicado por Shodensha) y Dance Dance Danseur (publicado por Shōgakukan).
En el epílogo del volumen 2 de Koibumi Biyori, dice que sus brazos son largos pero sus piernas cortas, y se queja de su apariencia dibujándose como un hombre. Ella también afirma «Puedo comer de todo. No tengo sentido del gusto. Tono sordo. No tengo sentido de la orientación. Soy descoordinada en los deportes». Sus comidas favoritas incluyen café con leche, queso crema y productos lácteos y natto.